# Georgia ai Giochi della XXVIII Olimpiade
La Georgia partecipò ai Giochi della XXVIII Olimpiade, svoltisi ad Atene, Grecia, dal 13 al 29 agosto 2004, con una delegazione di 32 atleti impegnati in dieci discipline.

## Medaglie
Medaglie d'oro
| Medaglia | Nome            | Sport             | Evento         |
| -------- | --------------- | ----------------- | -------------- |
| Oro      | Zurab Zviadauri | Judo              | 90 kg maschile |
| Oro      | Giorgi Asanidze | Sollevamento pesi | 85 kg maschile |

Medaglie d'argento
| Medaglia | Nome              | Sport | Evento                   |
| -------- | ----------------- | ----- | ------------------------ |
| Argento  | Nest'or Khergiani | Judo  | 60 kg maschile           |
| Argento  | Ramaz Nozadze     | Lotta | Lotta greco-romana 96 kg |

## Delegazione
| Sport             | Uomini | Donne | Totale |
| ----------------- | ------ | ----- | ------ |
| Atletica leggera  | 1      | 2     | 3      |
| Ginnastica        | 1      | 1     | 2      |
| Judo              | 7      | -     | 7      |
| Lotta             | 12     | -     | 12     |
| Nuoto             | 1      | -     | 1      |
| Pugilato          | 2      | -     | 2      |
| Sollevamento pesi | 2      | -     | 2      |
| Tiro              | -      | 1     | 1      |
| Tiro con l'arco   | -      | 2     | 2      |
| Totale            | 26     | 6     | 32     |

## Risultati

### Atletica leggera
| Q | Qualificato al turno successivo per la Classifica in qualificazione                                                          |
| q | Qualificato per il turno successivo per ripescaggio o, negli eventi su campo, conquistando la misura minima per qualificarsi |

Maschile
Eventi su pista e strada
| Atleta         | Evento         | Batteria  | Batteria   | Quarti di finale | Quarti di finale | Semifinali      | Semifinali      | Finale          | Finale          |
| Atleta         | Evento         | Risultato | Classifica | Risultato        | Classifica       | Risultato       | Classifica      | Risultato       | Classifica      |
| -------------- | -------------- | --------- | ---------- | ---------------- | ---------------- | --------------- | --------------- | --------------- | --------------- |
| David Ilariani | 110 m ostacoli | 13"72     | 6º         | non qualificato  | non qualificato  | non qualificato | non qualificato | non qualificato | non qualificato |

Femminile
Eventi sul campo
| Atleta              | Evento         | Qualificazioni | Qualificazioni | Finale          | Finale          |
| Atleta              | Evento         | Risultato      | Classifica     | Risultato       | Classifica      |
| ------------------- | -------------- | -------------- | -------------- | --------------- | --------------- |
| Iulia Dubina        | Salto triplo   | 13,36 m        | 31ª            | non qualificata | non qualificata |
| Mariam Kevkhishvili | Getto del peso | 15,06 m        | 34ª            | non qualificata | non qualificata |

### Ginnastica

#### Ginnastica artistica
Maschile
Individuale
| Atleta         | Evento               | Qualificazione | Qualificazione | Qualificazione | Qualificazione | Qualificazione | Qualificazione | Qualificazione | Qualificazione | Finale   | Finale   | Finale   | Finale   | Finale   | Finale   | Finale | Finale    |
| Atleta         | Evento               | Attrezzo       | Attrezzo       | Attrezzo       | Attrezzo       | Attrezzo       | Attrezzo       | Totale         | Posizione      | Attrezzo | Attrezzo | Attrezzo | Attrezzo | Attrezzo | Attrezzo | Totale | Posizione |
| Atleta         | Evento               | CL             | C              | A              | V              | P              | S              | Totale         | Posizione      | CL       | C        | A        | V        | P        | S        | Totale | Posizione |
| -------------- | -------------------- | -------------- | -------------- | -------------- | -------------- | -------------- | -------------- | -------------- | -------------- | -------- | -------- | -------- | -------- | -------- | -------- | ------ | --------- |
| Ilia Giorgadze | Concorso individuale | 9.437          | 9.100          | 9.450          | 9.350          | 9.600          | 9.075          | 56.012         | 22º Q          | 8.737    | 9.587    | 9.487    | 9.337    | 9.662    | 8.462    | 55.272 | 22º       |

#### Trampolino
| Athlete          | Event                | Qualification | Qualification | Final           | Final           |
| Athlete          | Event                | Punteggio     | Classifica    | Punteggio       | Classifica      |
| ---------------- | -------------------- | ------------- | ------------- | --------------- | --------------- |
| Rusudan Khoperia | Trampolino femminile | 62.50         | 9ª            | non qualificata | non qualificata |

### Judo
Maschile
| Atleta                | Evento  | 16-esimi di finale          | Ottavi di finale           | Quarti di finale               | Semifinali                    | Ripescaggio 1                | Ripescaggio 2                | Ripescaggio 3               | Finale / FB                 | Finale / FB     |
| Atleta                | Evento  | Avversario Risultato        | Avversario Risultato       | Avversario Risultato           | Avversario Risultato          | Avversario Risultato         | Avversario Risultato         | Avversario Risultato        | Avversario Risultato        | Posizione       |
| --------------------- | ------- | --------------------------- | -------------------------- | ------------------------------ | ----------------------------- | ---------------------------- | ---------------------------- | --------------------------- | --------------------------- | --------------- |
| Nest'or Khergiani     | −60 kg  | Uematsu (ESP) V 1001–0010   | Donbai (KAZ) V 0010–0000   | Stanev (RUS) V 0120–0010       | Akhondzadeh (IRI) V 0122–0011 | Bye                          | Bye                          | Bye                         | Nomura (JPN) P 0001–0100    | Argento         |
| David Margoshvili     | −66 kg  | Georgiev (BUL) P 0012–1010  | non qualificato            | non qualificato                | non qualificato               | Demirel (TUR) V 0120–0010    | Kipşakbaev (KAZ) V 0010–0001 | Lencina (ARG) V 1000–0000   | Arencibia (CUB) P 0000–0200 | 5º              |
| David Kevkhishvili    | −73 kg  | Takamatsu (JPN) V 0101–0010 | Makarov (RUS) P 0000–0221  | non qualificato                | non qualificato               | Alexanidīs (GRE) V 1001–0001 | Damdin (MGL) V 0011–0010     | Guilheiro (BRA) P 0000–0001 | non qualificato             | non qualificato |
| Grigol Mamrik'ishvili | −81 kg  | Budõlin (EST) P 0100–0110   | non qualificato            | non qualificato                | non qualificato               | non qualificato              | non qualificato              | non qualificato             | non qualificato             | non qualificato |
| Zurab Zviadauri       | −90 kg  | Lepre (ITA) V 1000–0000     | Taov (RUS) V 1001–0001     | Demontfaucon (FRA) V 0010–0000 | Gordon (GBR) V 1000–0020      | Bye                          | Bye                          | Bye                         | Izumi (JPN) V 1001–0000     | Oro             |
| Iveri Jikurauli       | −100 kg | Odkhüü (MGL) V 1000–0000    | Belgroun (ALG) V 1010–0001 | Makarau (BLR) P 0001–0011      | non qualificato               | Bye                          | Jıtkeev (KAZ) P 0000–1000    | non qualificato             | non qualificato             | non qualificato |
| Lasha Gujejiani       | +100 kg | Tataroğlu (TUR) P 0000–1011 | non qualificato            | non qualificato                | non qualificato               | non qualificato              | non qualificato              | non qualificato             | non qualificato             | non qualificato |

### Lotta

#### Libera
Maschile
| Atleta              | Evento  | Fase a gironi              | Fase a gironi                | Fase a gironi | Fase a gironi           | Quarti di finale     | Semifinale               | Finale / FB | Finale / FB |
| Atleta              | Evento  | Avversario Risultato       | Avversario Risultato         | Pos.          | Avversario Risultato    | Avversario Risultato | Avversario Risultato     | Pos.        |             |
| ------------------- | ------- | -------------------------- | ---------------------------- | ------------- | ----------------------- | -------------------- | ------------------------ | ----------- | ----------- |
| David P'ogosian     | −60 kg  | Pürevbaatar (MGL) V 3–1 PP | Guerrero (USA) V 3–1 PP      | 1º Q          | Quintana (CUB) P 0–3 PO | non qualificato      | Sissaouri (CAN) V 5–0 VB | 5º          |             |
| Otar Tushishvili    | −66 kg  | Rondón (CUB) P 0–4 ST      | Tedejev (UKR) P 0–5 VB       | 3º            | non qualificato         | non qualificato      | non qualificato          | 21º         |             |
| Gela Saghirashvili  | −74 kg  | Williams (USA) P 1–3 PP    | Hajizadeh (IRI) P 1–3 PP     | 3º            | non qualificato         | non qualificato      | non qualificato          | 14º         |             |
| Revaz Mindorashvili | −84 kg  | Loizidis (GRE) P 1–3 PP    | Aka-Akesse (FRA) V 3–0 PO    | 2º            | non qualificato         | non qualificato      | non qualificato          | 13º         |             |
| Eldar Kurtanidze    | −96 kg  | Heidari (IRI) P 1–3 PP     | Jaoude (BRA) V 5–0 TO        | 2º            | non qualificato         | non qualificato      | non qualificato          | 8º          |             |
| Alex Modebadze      | −120 kg | Aubéli (HUN) V 3–0 PO      | Kuramagomedov (RUS) P 0–3 PO | 2º            | non qualificato         | non qualificato      | non qualificato          | 14º         |             |

#### Greco-romana
Maschile
| Atleta                | Evento  | Fase a gironi               | Fase a gironi              | Fase a gironi               | Fase a gironi | Quarti di finale          | Semifinale                 | Finale / FB          | Finale / FB |
| Atleta                | Evento  | Avversario Risultato        | Avversario Risultato       | Avversario Risultato        | Pos.          | Avversario Risultato      | Avversario Risultato       | Avversario Risultato | Pos.        |
| --------------------- | ------- | --------------------------- | -------------------------- | --------------------------- | ------------- | ------------------------- | -------------------------- | -------------------- | ----------- |
| Irak'li Ch'och'ua     | −55 kg  | Yıldız (TUR) V 3–1 PP       | Adomaitis (LTU) V 3–1 PP   | N.D.                        | 1º Q          | Vakulenko (UKR) P 1–3 PP  | non qualificato            | Rivas (CUB) P 0–4 ST | 6º          |
| Akaki Chachua         | −60 kg  | Fucile (ITA) V 4–0 ST       | Qoijaiğanov (KAZ) P 1–3 PP | N.D.                        | 2º            | non qualificato           | non qualificato            | non qualificato      | 9º          |
| Manuchar Kvirkvelia   | −66 kg  | Eroğlu (TUR) P 0–5 PA       | Vardanyan (UKR) P 0–5 PA   | Izquierdo (COL) P 0–5 PA    | 4º            | non qualificato           | non qualificato            | non qualificato      | 18º         |
| Mukhran Vakht'angadze | −84 kg  | Abd El-Fatah (EGY) P 0–3 PO | Vering (USA) P 0–5 VB      | N.D.                        | 3º            | non qualificato           | non qualificato            | non qualificato      | 18º         |
| Ramaz Nozadze         | −96 kg  | Englich (GER) V 3–1 PP      | Saldadze (UKR) V 3–1 PP    | N.D.                        | 1 Q           | Koguašvili (RUS) V 3–0 PO | Hashemzadeh (IRI) V 3–1 PP | Gaber (EGY) P 0–4 ST | Argento     |
| Mirian Giorgadze      | −120 kg | Bengtsson (SWE) P 0–3 PO    | Curcumia (KAZ) V 3–1 PP    | Koutsioumpas (GRE) P 0–3 PO | 4º            | non qualificato           | non qualificato            | non qualificato      | 15º         |

### Nuoto
Maschile
| Atleta             | Evento             | Batteria  | Batteria   | Semifinale      | Semifinale      | Finale          | Finale          |
| Atleta             | Evento             | Risultato | Classifica | Risultato       | Classifica      | Risultato       | Classifica      |
| ------------------ | ------------------ | --------- | ---------- | --------------- | --------------- | --------------- | --------------- |
| Zurab Khomasuridze | 200 m stile libero | 1'58"02   | 58º        | non qualificato | non qualificato | non qualificato | non qualificato |

### Pugilato
Maschile
| Atleta                      | Evento     | 16-esimi             | Ottavi                | Quarti               | Semifinali           | Finale               | Pos.            |
| Atleta                      | Evento     | Avversario Punteggio | Avversario Punteggio  | Avversario Punteggio | Avversario Punteggio | Avversario Punteggio | Pos.            |
| --------------------------- | ---------- | -------------------- | --------------------- | -------------------- | -------------------- | -------------------- | --------------- |
| Nik'oloz Izoria             | Pesi mosca | Cherif (TUN) V 24–14 | Aslanov (AZE) P 21–27 | non qualificato      | non qualificato      | non qualificato      | non qualificato |
| K'onst'ant'ine K'up'at'adze | Piuma      | Bye                  | Kim S-g (PRK) V 14–25 | non qualificato      | non qualificato      | non qualificato      | non qualificato |

### Sollevamento pesi
Maschile
| Atleta          | Evento          | Strappo   | Strappo    | Slancio   | Slancio    | Totale | Classifica |
| Atleta          | Evento          | Risultato | Classifica | Risultato | Classifica | Totale | Classifica |
| --------------- | --------------- | --------- | ---------- | --------- | ---------- | ------ | ---------- |
| Giorgi Asanidze | −85 kg maschile | 177,5     | 2º         | 205       | =1º        | 382,5  | Oro        |
| Arsen Kasabiev  | −94 kg maschile | 155       | =18º       | 207,5     | =10º       | 362,5  | 14º        |

### Tiro a segno/volo
Femminile
| Atleta          | Evento                      | Qualificazioni | Qualificazioni | Finale          | Finale          |
| Atleta          | Evento                      | Punti          | Classifica     | Punti           | Classifica      |
| --------------- | --------------------------- | -------------- | -------------- | --------------- | --------------- |
| Nino Salukvadze | Pistola 10 m aria compressa | 382            | =10ª           | non qualificata | non qualificata |
| Nino Salukvadze | Pistola 25 m                | 580            | 8ª Q           | 678,3           | 8ª              |

### Tiro con l'arco
Femminile
| Atleta              | Evento                | Turno di qualificazione | Turno di qualificazione | Turno 1                  | Turno 2              | Ottavi di finale     | Quarti di finale     | Semifinali           | Finale / FB          | Finale / FB     |
| Atleta              | Evento                | Punteggio               | Pos.                    | Avversaria Punteggio     | Avversaria Punteggio | Avversaria Punteggio | Avversaria Punteggio | Avversaria Punteggio | Avversaria Punteggio | Posizione       |
| ------------------- | --------------------- | ----------------------- | ----------------------- | ------------------------ | -------------------- | -------------------- | -------------------- | -------------------- | -------------------- | --------------- |
| Krist'ine Esebua    | Individuale femminile | 636                     | 22ª                     | Kumari (IND) P 149–153   | Non qualificata      | Non qualificata      | Non qualificata      | Non qualificata      | Non qualificata      | Non qualificata |
| Khatuna Narimanidze | Individuale femminile | 620                     | 41ª                     | Gallardo (ESP) P 132–148 | Non qualificata      | Non qualificata      | Non qualificata      | Non qualificata      | Non qualificata      | Non qualificata |